# متحف كريستيانو رونالدو
متحف كريستيانو رونالدو أو متحف CR7 (بالبرتغالية: Museu CR7‏) هو متحف يضم تاريخ اللاعب البرتغالي الدولي كريستيانو رونالدو وجوائزه وأرقامه القياسية. يقع المتحف في مدينة فونشال التي تقع في جزر ماديرا في البرتغال، يعتبر من أهم المواقع السياحية في الجزيرة.

## الإفتتاح
افتُتِح المتحف في 15 ديسمبر 2013، بحضور رئيس حكومة ماديرا الجهوية ألبرتو جاو جارديم، وكريستيانو رونالدو وابنه كريستيانو رونالدو جونيور الذي نال شرف الكشف عن لوحة المتحف التعريفية وصديقته -آنذاك- عارضة الأزياء الروسية إيرينا شايك، وصديقه بيبي لاعب ريال مدريد وباولو بينتو مدرب منتخب البرتغال لكرة القدم، وكذلك لاعب ريال مدريد السابق إيميليو بوتراغينيو والعديد من الشخصيات الرياضية والبرتغالية الأخرى.

## المحتويات
تبلغ مساحة المتحف 400 متر مربع، به أماكن ال150 جائزة التي تلقاها اللاعب. طابق المتحف يقع في شكل L وبه حروف كلمة CR7 بالحصى النادرة. يتكون المتحف من تاريخ كريستيانو رونالدو الرياضي وكل الجوائز التي تلقاها من بينها كرات الفيفا الذهبية التي تلقاها في 2008 و2013 و2014، وكذلك العديد من الصور وأشرطة الفيديو التي تؤرخ تاريخ اللاعب والموجودة في كامل أرجاء المتحف. في وسط المتحف يوجد تمثال شمعي لكريستيانو. كل الجوائز والأرقام القياسية والشهائد التي تلقاها اللاعب قبل وبعد الاحتراف مع منتخب البرتغال وكل من نوادي أندورينها للهواة وناسيونال ماديرا وسبورتينغ لشبونة ومانشستر يونايتد وأخيرا ريال مدريد.

## السياحة والأرقام
يعتبر هذا المتحف من أكثر الأماكن السياحية زيارة في جزر ماديرا وزاره في الشهر من افتتاحه 10.000 سائح بين 15 ديسمبر 2013 و15 يناير 2014.

## مقالات ذات صلة
- كريستيانو رونالدو